# Tom Brown (tennis)
Pour les articles homonymes, voir Tom Brown et Brown.
Thomas Pollok Brown (né le 26 septembre 1922 à San Francisco - mort le 27 octobre 2011 à Castro Valley) est un joueur de tennis américain.

## Palmarès (partiel)

### Titres en simple messieurs
| No | Date | Nom et lieu du tournoi                                | Catégorie | Surface | Finaliste       | Score                   |  |
| -- | ---- | ----------------------------------------------------- | --------- | ------- | --------------- | ----------------------- |  |
| 1  | 1942 | Tournoi de tennis de la côte Pacifique, San Francisco |           | NC      | William Canning | 4-6, 5-7, 6-1, 6-2, 6-1 |  |
| 2  | 1945 | Tournoi de tennis de la côte Pacifique, San Francisco |           | NC      | Harry Likas     | 6-2, 2-6, 6-3           |  |

### Finales en simple messieurs
| No | Date       | Nom et lieu du tournoi                                | Catégorie | Surface      | Vainqueur   | Score         |          |
| -- | ---------- | ----------------------------------------------------- | --------- | ------------ | ----------- | ------------- | -------- |
| 1  | 31-08-1946 | US National Championships, Forest Hills               | G. Chelem | Gazon (ext.) | Jack Kramer | 9-7, 6-3, 6-0 | Parcours |
| 2  | 1947       | Tournoi de tennis de la côte Pacifique, San Francisco |           | NC           | Jack Kramer | 6-2, 8-6      |          |
| 3  | 23-06-1947 | The Championships, Wimbledon                          | G. Chelem | Gazon (ext.) | Jack Kramer | 6-1, 6-3, 6-2 | Parcours |

### Titres en double messieurs
| No | Date       | Nom et lieu du tournoi                               | Catégorie | Surface      | Partenaire     | Finalistes                       | Score         |          |
| -- | ---------- | ---------------------------------------------------- | --------- | ------------ | -------------- | -------------------------------- | ------------- | -------- |
| 1  | 1945       | Tournoi de tennis de la côte Pacifique San Francisco |           | NC           | Harry Buttimer | Edwin Amark Capt. Myron McNamara | 8-1, 6-3, 6-4 |          |
| 2  | 24-06-1946 | The Championships Wimbledon                          | G. Chelem | Gazon (ext.) | Jack Kramer    | Geoff Brown Dinny Pails          | 6-4, 6-4, 6-2 | Parcours |

### Finales en double messieurs
| No | Date       | Nom et lieu du tournoi         | Catégorie | Surface      | Vainqueurs                   | Partenaire     | Score              |          |
| -- | ---------- | ------------------------------ | --------- | ------------ | ---------------------------- | -------------- | ------------------ | -------- |
| 1  | 14-07-1947 | Internationaux de France Paris | G. Chelem | Terre (ext.) | Eustace Fannin Eric Sturgess | Bill Sidwell   | 6-4, 4-6, 6-4, 6-3 | Parcours |
| 2  | 21-06-1948 | The Championships Wimbledon    | G. Chelem | Gazon (ext.) | John Bromwich Frank Sedgman  | Gardnar Mulloy | 5-7, 7-5, 7-5, 9-7 | Parcours |

### Titres en double mixte
| No | Date       | Nom et lieu du tournoi                    | Catégorie | Surface      | Partenaire      | Finalistes                        | Score    |          |
| -- | ---------- | ----------------------------------------- | --------- | ------------ | --------------- | --------------------------------- | -------- | -------- |
| 1  | 24-09-1945 | Pacific Coast Championships San Francisco |           | Terre (ext.) | Virginia Kovacs | Pauline Betz Capt. Myron McNamara | 7-5, 6-3 | Parcours |
| 2  | 24-06-1946 | The Championships Wimbledon               | G. Chelem | Gazon (ext.) | Louise Brough   | Dorothy Bundy Geoff Brown         | 6-4, 6-4 | Parcours |
| 3  | 10-09-1948 | US National Championships Forest Hills    | G. Chelem | Gazon (ext.) | Louise Brough   | M. Osborne duPont Bill Talbert    | 6-4, 6-4 | Parcours |

### Finales en double mixte
| No | Date       | Nom et lieu du tournoi               | Catégorie | Surface      | Vainqueurs                   | Partenaire      | Score         |          |
| -- | ---------- | ------------------------------------ | --------- | ------------ | ---------------------------- | --------------- | ------------- | -------- |
| 1  | 01-10-1944 | Pacific Coast Championships Berkeley |           | Terre (ext.) | Margaret Osborne Edwin Amark | Virginia Kovacs | 6-4, 2-6, 7-5 | Parcours |
| 2  | 18-07-1946 | Internationaux de France Paris       | G. Chelem | Terre (ext.) | Pauline Betz Budge Patty     | Dorothy Bundy   | 7-5, 9-7      | Parcours |

## Parcours en Grand Chelem

### En simple
- Internationaux de France de tennis :
  - Demi-finaliste en 1946 et 1947
- Wimbledon :
  - Finaliste en 1947
  - Demi-finaliste en 1946
- Open d'Australie :
  - Demi-finaliste en 1947
- US Open :
  - Finaliste en 1946

### En double
- Internationaux de France : finaliste en 1947
- Wimbledon : vainqueur en 1946 ; finaliste en 1948

### En double mixte
- US Open : vainqueur en 1948
- Wimbledon : vainqueur en 1946
- Internationaux de France de tennis : finaliste en 1946